# ¡Qué campanadas se avecinan!
¡Qué campanadas se avecinan! es un especial de Nochevieja de la serie de televisión española La que se avecina que se hizo para las campanadas de 2012-2013.

## Argumento
El mayorista Antonio Recio quiere publicitar su negocio, Mariscos Recio, y lo quiere hacer por todo lo alto. Así que contrata a sus vecinos Amador Rivas y Raquel Villanueva para que le ayuden en su misión. Para colarse en el balcón donde se dan las doce uvas, primero tienen que librarse de Paz Padilla y Joaquín Prat, a los cuales, Recio y su tropa les encierran en una sala para que no puedan salir de los estudios de Telecinco. Finalmente, el plan es un éxito, porque Amador, Antonio y Raquel consiguen colarse en el balcón para dar las campanadas de fin de año y, lo más importante, poder patrocinar la empresa de mariscos de Antonio.

## Historia

### Campanadas de fin de año
A mediados de octubre de 2012, el programa de radio Sospechosos habituales entrevistó a Alberto Caballero donde desveló que el grupo audiovisual encargó un especial navideño a la productora de la serie, sin embargo, semanas después, se anunció que el proyecto no seguiría en marcha. Dada la poca probabilidad de sacar adelante la producción del episodio especial, el portal Vertele anunció que Mediaset España y la productora de la comedia, estarían barajando la idea de dar las campanadas de Nochevieja en Telecinco con los actores de su serie estrella. Sin embargo, el guionista y productor preguntado por su entorno de Twitter, comentó que «No hay nada confirmado para Navidad, pero igual hay sorpresa. Cuando lo haya, será Telecinco quién lo anuncie». Días después, se hizo hincapié en otras opciones para la presentación de las campanadas, como la inclusión de Jesús Vázquez o los coaches de La voz, ambos, rostros ligados al programa de éxito en el canal. Finalmente, el 20 de noviembre fue cuando Telecinco hizo oficial mediante un comunicado a la prensa que, Pablo Chiapella, Vanesa Romero y Jordi Sánchez, eran los elegidos para interpretar a sus respectivos personajes de la serie el día de fin de año en la Puerta del Sol de Madrid.

## Reparto

### Reparto principal
- Pablo Chiapella es Amador Rivas.
- Vanesa Romero es Raquel Villanueva.
- Jordi Sánchez es Antonio Recio.

### Reparto secundario
- Cristina Medina es Nines Chacón.
- Paz Padilla es Paz Padilla.
- Joaquín Prat es Joaquín Prat.